# Пасош Немачке
Пасош Савезне Републике Немачке је јавна путна исправа која се немачком држављанину издаје за путовање и боравак у иностранству, као и за повратак у земљу.
За време боравка у иностранству, путна исправа служи њеном имаоцу за доказивање идентитета и као доказ о немачком држављанству. Пасош Немачке се издаје за неограничен број путовања.
Савезна Република Немачка је потписница Шенгена, и према томе грађани Немачке могу да путују на територији Европске уније само са личном картом. Од 1. новембра 2005. године су представљени нови биометријски пасоши Савезне Републике Немачке.

## Језици
Пасош је исписан немачким, енглеским и француским језиком као и личне информације носиоца.

### Страница са идентификационим подацима
- Тип ('' за пасош)
- Код државе
- Серијски број пасоша
- Презиме и име носиоца пасоша
- Држављанство
- Датум рођења (ДД. ММ. ГГГГ)
- Пол ( за мушкарце или F за жене)
- Место и држава рођења
- Пребивалиште
- Издат од (назив полицијске управе која је издала документ)
- Датум издавања (ДД. ММ. ГГГГ)
- Датум истека (ДД. ММ. ГГГГ)
- Потпис и фотографија носиоца пасоша